# Klinoferosilit
Klinoferosilit je mineral piroksenove skupine s kemijsko sestavo Fe2+Si2O6. Ima monoklinsko simetrijo, mineral pa je rjave ali zelene, lahko pa je tudi brezbarven. Tvori do en milimeter velike igličaste kristale. Tipično nahajališče je Obsidian Cliff v Wyomingu v Združenih državah Amerike.